# Скірос (аеропорт)
Міжнародний аеропорт острів Скірос(грец. Κρατικός Αερολιμένας Σκύρου)(IATA: SKU, ICAO: LGSY) — аеропорт на острові Скірос, Греція.

## Авіакомпанії та напрямки
| Авіакомпанія        | Пункт призначення                     |
| ------------------- | ------------------------------------- |
| ASL Airlines France | Сезонний чартер: Париж-Шарль де Голль |
| Austrian Airlines   | Сезонний чартер: Відень               |
| Olympic Air         | Афіни                                 |
| Sky Express         | Салоніки                              |